# Культурна норма
Культу́рні но́рми — норми, які підтримують стійкі принципи комунікації, взаємодії між індивідами і різними групами. Різке відхилення від прийнятих норм може розглядатися як ненормальна поведінка, якщо, звичайно, воно не отримає статус оригінальності або талановитості. Норми культури мають велике значення в житті кожної людини і суспільства.
Будь-яке суспільство або окрема соціальна група повинні упорядковувати відносини в своєму середовищі, послабляти тенденції, які ведуть до розладу і свавілля, усувати вплив стихійних настроїв. Суспільство також повинно погоджувати дії окремих осіб і груп, приводити їх у відповідність зі спільними інтересами. Наведення порядку може бути досягнуте через насильство і примус, політичне, ідеологічне або психологічне маніпулювання суспільством. Однак стійке і дійове саморегулювання соціальних відносин досягається також і через культурні норми. Вони забезпечують добровільну і свідому співпрацю людей, спираються на формалізовані мотиви і потреби, які відповідають ухваленим цілям, стимулюють стабільні стосунки в колективі, що спираються на звичні очікування.
Культура регулює виробничу і творчу діяльність людини і особливі форми спілкування між людьми, формуючи при цьому певні трудові, естетичні, етичні, правові та інші навички. Норми культури в їх зовнішньому вираженні передбачають своєрідну символіку, визначену знакову систему, часом досить складну. Перетворення правил і норм культури на стабільний регулятор діяльності людини передбачає, що вони засвоюються людиною, стають її внутрішнім переконанням. Тобто норми культури - це певні зразки, правила поведінки або дії, які стали внутрішніми регуляторами людських дій. Савчук Евгеній Михайлович.
Нормативний бік культури виявляється в таких формах, як обряд, ритуал, етикет, канон, стандарт.

## Обряд
Обряд - це традиційна символічна дія, яка супроводжує важливі моменти життя людини і суспільства, покликана сприяти зміцненню соціальних зв'язків. Наприклад, емоційним і в той же час суспільно значущим є весільний обряд. Форми його в різних етнічних традиціях різноманітні, але спільна основа - освячення нового етапу в житті людини і побажання сімейного благополуччя - у всіх народів незмінна. Символом такого благополуччя в різних етнічних традиціях є, наприклад, рис (Англія, США), пшеничне зерно або хміль (Україна, Естонія та інш.), коржик прісного хліба (азійська народність).

## Ритуал
Ритуал - це вид обряду, який являє собою форму складної символічної поведінки, що історично склалася, впорядковану систему дій, яка покликана підкреслити особливу цінність і значущість для людини певних соціальних відносин або процесів. Ритуал відіграє важливу роль в історії суспільства як традиційно вироблений метод соціального виховання. Всім відома детальність дипломатичних і урочистість військових ритуалів (привітання або прощання зі знаменом).

## Етикет
Етикет як норма культури являє собою встановлений порядок поведінки людини в рамках тієї або іншої соціальної групи. Поведінковий етикет останнім часом привертає все більшу увагу молоді, ділових кіл. У цьому інтересі простежується прагнення до краси і зручності у спілкуванні. Основна соціальна функція етикету - це закріплення внутрішньогрупових і міжгрупових культурних відмінностей (наприклад, придворний, діловий етикет).

## Канон
Канон - зведення положень, які мають догматичний характер. Слово "канон" має декілька значень: 1) біблійний канон - сукупність книг Біблії, що визнаються церквою “богонатхненними” і застосовуються в богослужінні як “священне писання”; 2) церковний канон - правила в галузі догматики, культу, організації церкви, зведені християнською церквою в закон; 3) канон в мистецтві означає стійке правило художньої діяльності, художні принципи.

## Стандарт
Стандарт як вид культурної норми широко використовується в науці, техніці, виробництві. Стандарт являє собою певний зразок (еталон), який приймається як вихідний для зіставлення з ним інших подібних об'єктів. Сучасне масове, серійне виробництво продукції не може існувати без стандартизації, встановлення жорстких параметрів технології виробництва, обов'язкових параметрів якості продукції, яка випускається. 
Норми культури мінливі. Вони піддаються тим же трансформаціям, яких зазнає суспільство. Разом з тим, норми культури забезпечують надійність, передбачуваність і загальнозрозумілість поведінки. 

## Вертикальна класифікація та різновиди
Прийнято розрізняти загальнолюдські, національні, класові, групові, міжіндивідуальні культурні норми. Вимоги, які витікають з цих різновидів норм, нерідко розходяться між собою. Група може вимагати від своїх членів дій, які засуджуються суспільством. Іноді, наприклад, колектив виявляє терпимість до порушень норм, неухильного дотримання яких вимагає суспільство. 
Норми диференційовані за соціальними структурами, в різних соціальних групах вони можуть відрізнятися за своїм змістом. Норми підтримують дистанцію між класами, професійними групами, станами, забезпечуючи механізм розподілу знань і типів діяльності та відповідно соціального статусу і привілеїв.
Норми відрізняються одна від одної ступенем обов'язковості. Можна виділити спонукальні норми (самовдосконалюйся!) і заборонні норми (не говори неправди!). 
Стійкі норми зберігаються протягом багатьох поколінь, отримують етичне обґрунтування, нерідко освячуються авторитетом релігії і підтримуються законом. Часом норми зберігаються ще довгий час після того, як вони втратили свою ефективність, перетворившись в пусті ритуали, в застарілий стиль.